# Цзи Минъи
Цзи Минъи (кит. упр. 季铭义; 15 декабря 1980, Далянь, Ляонин) — китайский футболист, защитник.

## Карьера

### Клубная карьера
Цзи Миньъи начал карьеру в 1999 году в клубе «Далянь Шидэ», где он достаточно быстро стал игроком основы, в дебютном сезоне выходив в 21 игре. В этот период «Далянь» доминировал в китайском футболе, а Цзи завоевал с ним четыре титула чемпиона Китая и дважды выигрывал кубок страны. После девяти лет в «Даляне», где он был капитаном команды, игрок перешёл в «Чэнду Блэйдс», который получил право выступать в Суперлиге. Сумма трансфера составила 4 млн.юаней. В феврале 2009 году игроком заинтересовался клуб корейской К-Лиги «Чеджу Юнайтед», однако в итоге от его услуг отказались.

### Международная карьера
После удачных выступлений за клуб игрок получил приглашение на Кубок Азии по футболу 2004, где он стал центральным защитником вместе с Ли Вэйфэном и Чжэн Чжи. Несмотря на то, что в основе он не выходил, его вновь пригласили на следующий кубок Азии — 2007 года. На кубке вновь был резервистом и не принял участие ни в одной игре.

### Статистика
Последнее обновление: 23 июня 2007
| Сезон | Команда      | Страна | Дивизион | Матчи | Голы |
| ----- | ------------ | ------ | -------- | ----- | ---- |
| 1999  | Далянь Шидэ  | Китай  | 1        | 21    | 0    |
| 2000  | Далянь Шидэ  | Китай  | 1        | 26    | 0    |
| 2001  | Далянь Шидэ  | Китай  | 1        | 24    | 2    |
| 2002  | Далянь Шидэ  | Китай  | 1        | 11    | 0    |
| 2003  | Далянь Шидэ  | Китай  | 1        | 23    | 0    |
| 2004  | Далянь Шидэ  | Китай  | 1        | 18    | 0    |
| 2005  | Далянь Шидэ  | Китай  | 1        | 26    | 0    |
| 2006  | Далянь Шидэ  | Китай  | 1        | 24    | 1    |
| 2007  | Далянь Шидэ  | Китай  | 1        | 9     | 0    |
| 2008  | Чэнду Блэйдс | Китай  | 1        | 24    | 0    |
| 2009  | Чэнду Блэйдс | Китай  | 1        | 21    | 0    |